# Riot City
Riot City (ライオットシティ?) è un videogioco arcade del 1991 sviluppato da Westone. Il beat 'em up ha ricevuto una conversione per PC Engine realizzata da Hudson Soft dal titolo Riot Zone.